# Vesiculaphis sikkimensis
Vesiculaphis sikkimensis är en insektsart. Vesiculaphis sikkimensis ingår i släktet Vesiculaphis och familjen långrörsbladlöss. Inga underarter finns listade i Catalogue of Life.